# Thiruvarur (huyện)
Huyện Thiruvarur là một huyện thuộc bang Tamil Nadu, Ấn Độ. Thủ phủ huyện Thiruvarur đóng ở Thiruvarur. Huyện Thiruvarur có diện tích 2161 ki lô mét vuông. Đến thời điểm năm 2001, huyện Thiruvarur có dân số 1165213 người.